# 菊地瞳
菊地 瞳（きくち ひとみ、1987年6月13日 - ）は、日本の女性声優。静岡県出身。アクセント所属。

## 略歴
テレビアニメ『美少女戦士セーラームーン』を見て声優を志す。
立命館大学経営学部国際経営学科卒業。アクセント附属養成所シャイン14期生。

## 人物
資格は日商簿記2級。趣味は読書、ジョギング。特技は琴、バレーボール。
衝撃を受けた声優として大谷育江を挙げており、スタジオでの芝居に妥協を許さない姿勢を見て、だからこそピカチュウがこんなにも世界中で愛されているのかと衝撃を受けたという。
声優になって良かった事として「よく感動するようになったこと」を挙げている。
2016年の時点では将来はキャラクターを輝かせることのできる声優になりたいとコメントしている。

## 出演
太字はメインキャラクター。

### テレビアニメ
2011年
- テレビまんが 昭和物語（ナレーション）

2013年
- 人生ベストテン

2015年
- コンクリート・レボルティオ〜超人幻想〜（2015年 - 2016年、千夏、サキ、委員長） - 2シリーズ
- うしおととら（側室B）

2016年
- 牙狼 -紅蓮ノ月-（親戚の娘）
- ハイスクール・フリート（武田美千留）
- ガンダムビルドファイターズトライ アイランド・ウォーズ（研究員）
- マクロスΔ（リディ・ル・グローン）
- SHOW BY ROCK!!#（女中）
- ポケットモンスター サン&ムーン（2016年 - 2019年、スイレン、ナリヤ・オーキドのネッコアラ 他）

2019年
- なんでここに先生が!?（鈴木れい）

2020年
- ポケットモンスター（2020年 - 2022年、スイレン）

2022年
- BLEACH 千年血戦篇（美女）

2025年
- TO BE HERO X（ルオの母）

### 劇場アニメ
- 劇場版マクロスΔ 激情のワルキューレ（2018年）
- 劇場版 ハイスクール・フリート（2020年、武田美千留[10]）

### OVA
- OVA ハイスクール・フリート（2017年、武田美千留）

### Webアニメ
- どんこば！-世界発明発見物語-（2010年、サカヅキ）
- 爆丸エボリューションズ（2022年、子供C）

### ゲーム
2014年
- 十三支演義 〜偃月三国伝〜2（弦月）

2015年
- ザクセスヘブン（猫目石ケイ、二見桔梗）
- ワールドギミック（深宜）
- ザクセスヘブン リベリオン（猫目石ケイ）

2019年
- ハイスクール・フリート 艦隊バトルでピンチ!（武田美千留）

2024年
- KAIJU DECODE -super multiverse MR-（クラリス）

### ドラマCD
- 劇場版ハイスクール・フリート 特典CD（2020年、武田美千留）

### 吹き替え

#### 映画
- ワイルド・ホース/WILD HORSES（リジー）

#### テレビドラマ
- プロジェクト・ランウェイ（ケイト・ボスワース）
- CSI:科学捜査班 シーズン14（2015年）
- シカゴ・メッド（2017年）
- イタズラなKiss〜Miss In Kiss〜（2017年）
- フランケンシュタイン・クロニクル（2018年、フローラ）
- エセックスの蛇（2022年、ナオミ[15]）

#### テレビアニメ
- ジャスティン・タイム

### テレビ番組
※はインターネット配信。
- 全力坂（2015年、テレビ朝日）
- アニメマシテ（2016年、テレビ東京）MC
- おはスタ（2018年、テレビ東京）

### ナレーション
- モーニングショー「サンスター インフォマーシャル」（テレビ朝日）天の声  - 水曜日担当
- さつま骨格矯正鍼灸整骨院 ラジオCM（2018年）

### その他コンテンツ
- おしゃべりピーヨ（2022年、音声解説[16]）
- JR東日本 ピークなふたり～オフピーク定期券物語～（2024年、白内ソン子）

## ディスコグラフィ

### キャラクターソング
| 発売日        | 商品名                                                  | 歌                   | 楽曲               | 備考                                         |
| ------------- | ------------------------------------------------------- | -------------------- | ------------------ | -------------------------------------------- |
| 2016年9月28日 | ハイスクール・フリート BD・DVD第4巻完全生産限定版特典CD | 武田美千留（菊地瞳） | 「360°バリケード」 | テレビアニメ『ハイスクール・フリート』関連曲 |

### シリーズ一覧
1. ↑  第1期（2015年）、『THE LAST SONG』（2016年）